# Pansarmalar
Pansarmalar (Callichthyidae) är en familj i ordningen malartade fiskar som omfattar cirka 195 arter i nio släkten. Namnet kommer av de pansarliknande fjäll som de flesta arterna har och som utgör ett gott skydd för dem, om än inte fullständigt. De är oftast stimlevande, och förekommer i allt från strida bergsbäckar till stillastående vattendrag. Den absoluta majoriteten av arterna tillhör släktet Corydoras.
För att kompensera syrebristen i den senare vattentypen har de – i likhet med till exempel många grönlingsfiskar – utvecklat ett sekundärt andningssystem, så kallad tarmandning. Detta innebär att de regelbundet simmar upp till ytan, och snappar lite luft, som sedan passerar tarmkanalen, där syret utvinns.
Pansarmalar är fredliga fiskar som piggt simmar runt på botten och letar mat, varför de hjälper till att hålla rent i överfodrade akvarier.